# Paul LeBlanc
Paul LeBlanc (1946-2019) é um maquiador estadunidense. Venceu o Oscar de melhor maquiagem e penteados na edição de 1985 por Amadeus, ao lado de Dick Smith.